# Haló, tady Indie
Haló, tady Indie (v anglickém originále Outsourced) je americká televizní situační komedie, která se odehrává v indickém pracovišti. Je založena na stejnojmenným film od Johna Jeffcoata a vytvořil ho Ken Kwapis a Universal Media Studios pro americkou televizi NBC. Seriál měl premiéru 23. září 2010 a skončil 12. května 2011. Seriál dostal od NBC 7. května 2010 a 18. října 2010, získala povolení na celou sérii. Haló, tady Indie byla natočena v Radford Studios v Studio City v Los Angeles v Kalifornii.
Když nebyl seriál vrácen v další sérii, herci a štáb zahájili pro fanoušky kampaň pro obnovení seriálu. Dne 13. května 2011, oznámila americká televize NBC, že seriál Haló, tady Indie byl zrušen.
U nás měl seriál premiéru 24. prosince 2011 a skončil 30. prosince 2011. Vysílán byl v rámci vánočního maratonu na Prima Cool.

## O seriálu
Todd Dempsey se propracoval na pozici manažera call centra americké společnosti Mid America Novelties, která prodává žertovné předměty. Jednoho dne přijde jako obvykle do práce, jenomže nikde nikdo. Najde jenom vyklizenou místnost. Firma se totiž v rámci šetření rozhodla přestěhovat call centrum do Indie. Todd dostane na výběr: Buď vyhazov, nebo se musí odstěhovat do Bombaje a vést call centrum tam. Nikdy necestoval, takže není připraven na kulturní šok, který ho čeká. Zjistí, že indičtí zaměstnanci potřebují pár lekcí z teorie americké konzumní kultury.
Naprosto totiž nechápou, proč zákazníci stojí o tak nesmyslné ptákoviny. Toddův tým stále naráží na rozdílné zvyklosti. Což mu však nebrání dělat naschvály a vymýšlet na šéfa různé podrazy. Rošťácký asistent Radjiv Gidwani touží po manažerské pozici. Může ji ale získat jen Toddovým povýšením, nebo naopak pádem. Jeden z telefonních prodejců Manmeet je zcela fascinován Amerikou, a rychle se proto s Toddem skamarádí. Rád flirtuje se ženami, s několika zákaznicemi dokonce naváže vztah po telefonu. Američanky se totiž na rozdíl od Indek neptají, kam chodil váš otec do školy a jaké má zaměstnání. Asha jako jedna z mála v kanceláři používá zdravý rozum. Mezi ní a Toddem to jiskří, jenže Asha hodlá vstoupit do předem sjednaného manželství. Ukecaný Gupta se touží stát středem pozornosti a plachá Madhuri živí celou rozvětvenou rodinu.
Todd se také seznámí se zahraničními zaměstnanci jiných firem. Typický Američan Charlie Davies vede call centrum společnosti All-American Hunter a za žádnou cenu se nechce přizpůsobit indické kultuře. Dokonce si z domova nechává posílat oblíbená nezdravá jídla. Krásná Australanka Tonya zase vede call centrum Koala Air. S oblibou provokuje a okouzluje svými dobrodružnými historkami. Todd sice zpočátku s cizí kulturou bojuje, ale brzy mezi spolupracovníky najde novou rodinu.

## Obsazení
| Ben Rappaport     | Todd Dempsy    |
| Rizwan Manji      | Rajiv Gidwani  |
| Sacha Dhawan      | Manmeet        |
| Rebecca Hazlewood | Asha           |
| Parvesh Cheena    | Gupta          |
| Anisha Nagarajan  | Madhuri        |
| Diedrich Bader    | Charlie Davies |
| Pippa Black       | Tonya          |

## Řady a díly
| Řada | Díly | Premiéra v USA    | Premiéra v USA  | Premiéra v ČR     | Premiéra v ČR     |
| Řada | Díly | První díl         | Poslední díl    | První díl         | Poslední díl      |
| ---- | ---- | ----------------- | --------------- | ----------------- | ----------------- |
| 1    | 22   | 23. července 2010 | 12. května 2011 | 24. prosince 2011 | 30. prosince 2011 |

## Ocenění a nominace
| Rok  | Ocenění                | Kategorie                | Pro              | Výsledek |
| ---- | ---------------------- | ------------------------ | ---------------- | -------- |
| 2011 | People's Choice Awards | Oblíbení nová TV komedie | Haló, tady Indie | nominace |
| 2011 | NAMIC Vision Awards    | Nejlepší výkon - Komedie | Anisha Nagarajan | nominace |
| 2011 | NAMIC Vision Awards    | Komedie                  | Haló, tady Indie | nominace |